# Oberflächenkennzeichnung

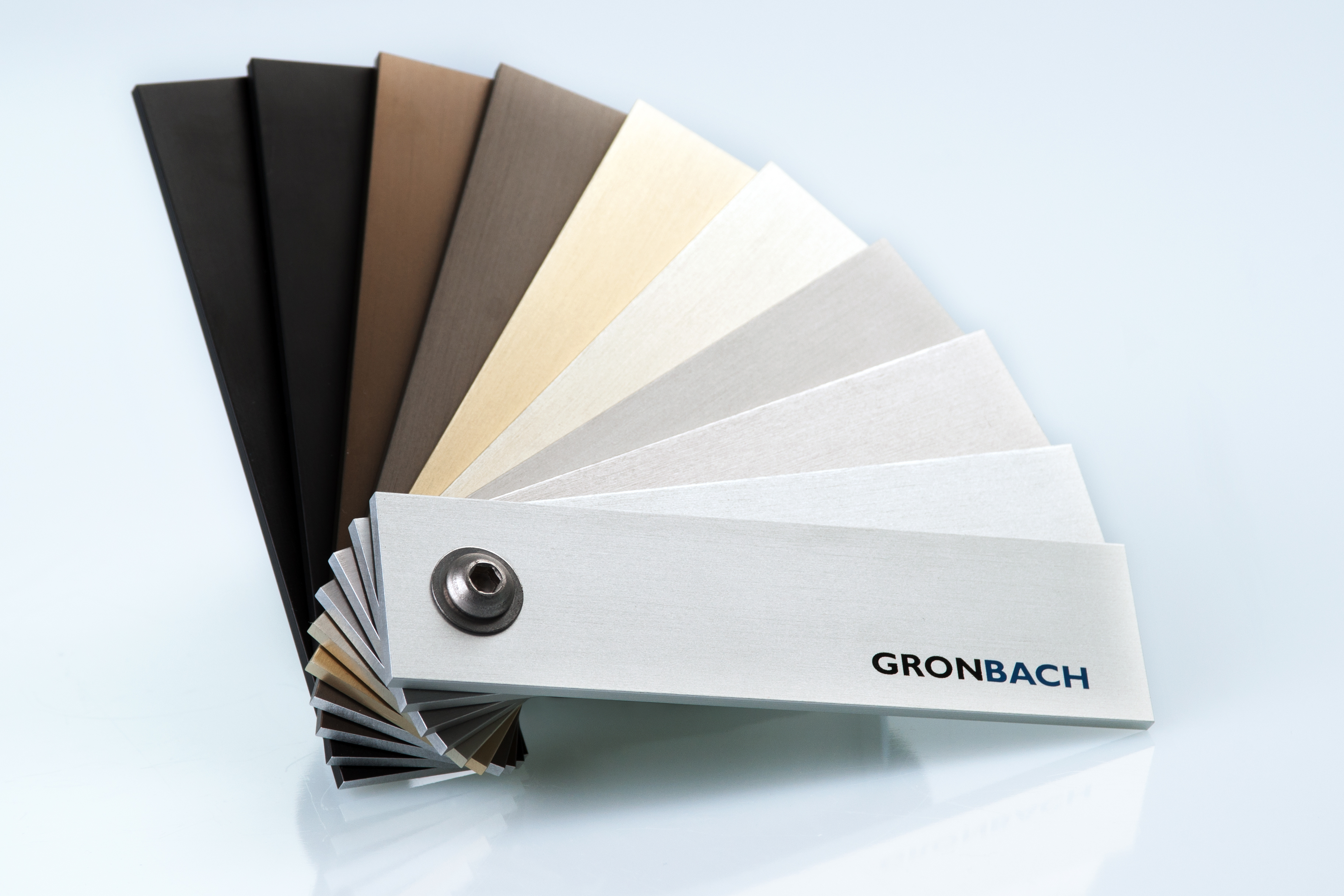
Aluminiumfarbfächer

Die Oberflächengestaltung von eloxierten Aluminium wird in der DIN 17611 geregelt. Mit dieser Oberflächenkennzeichnung kann man bestimmen, wie die Aluminiumoberfläche aussehen soll.
Das Design wird von zwei Parametern beeinflusst, der Struktur und der Farbe. Es können Standardfarben von hellbronze über dunkelbronze bis zu schwarz, grau oder gold sowie eine Palette an Buntfarben (Nuancen von blau, rot, gelb, türkis, grün) erzeugt werden.
In Deutschland ist der Verband für die Oberflächenveredelung von Aluminium e.V. (VOA) Generallizenzgeber für das internationale Qualitätszeichen QUALANOD. QUALANOD ist eine Qualitätszeichenvereinigung, die 1974 von verschiedenen nationalen Verbänden gegründet wurde und die Anodiseure im Architekturbereich, der Europäischen Vereinigung der Anodiseure (EURAS) in Verbindung mit der Europäischen Aluminium-Halbzeug-Vereinigung (EWAA) umfasst. 1982 trat der Europäische Aluminiumverband (EAA; heute European Aluminium, EA) die Nachfolge der EWAA an, während 1994 der Europäische Dachverband der Aluminium-Oberflächenveredelung (ESTAL) auf die EURAS folgte. 2004 wurde das Betätigungsfeld von QUALANOD auf das Anodisieren von Aluminium auf Schwefelsäurebasis für weitere Anwendungen ausgedehnt. Der VOA ist der Herausgeber des aktuellen Eloxal-Farbfächers. 
Im Folgenden wird die Oberflächennomenklatur gezeigt:

## Vorbehandlung
| Vorbehandlung                                   | Kurzzeichen |
| ----------------------------------------------- | ----------- |
| Keine spezielle Vorbehandlung                   | E0          |
| Geschliffen                                     | E1          |
| Gebürstet                                       | E2          |
| Poliert                                         | E3          |
| Geschliffen und gebürstet                       | E4          |
| Geschliffen und poliert                         | E5          |
| Spezialgebeizt                                  | E6          |
| Chemisch / elektrochemisch geglänzt             | E7          |
| Poliert und chemisch / elektrochemisch geglänzt | E8          |

## Standard-Farbfächer
| EURAS-Bezeichnung (veraltet) | EURAS-Farbton (veraltet) | VOA-Kurzbezeichnung (veraltet) | VOA-Standardfarbtöne (aktuell) |
| ---------------------------- | ------------------------ | ------------------------------ | ------------------------------ |
| Farblos                      | C-0                      | EV1                            | C-0 (farblos)                  |
| Leichtbronze                 | C-31                     | EV2                            | C-31 (leichtbronze)            |
| Hellbronze                   | C-32                     | EV3                            | C-32 (hellbronze)              |
| Mittelbronze                 | C-33                     | EV4                            | C-33 (mittelbronze)            |
| Dunkelbronze                 | C-34                     | EV5                            | C-34 (dunkelbronze)            |
| Schwarz                      | C-35                     | EV6                            | C-35 (schwarz)                 |
| Hellgrau                     | C-36                     |                                |                                |
| Mittelgrau                   | C-37                     |                                |                                |
| Dunkelgrau                   | C-38                     |                                |                                |